# La stravaganza
La stravaganza (L'extravagància) és el títol d'una col·lecció de dotze concerts composts pel compositor i músic barroc Antonio Vivaldi entre 1712 i 1713, els quals van ser publicats per primera vegada el 1716 per Estienne Roger a Amsterdam, com a opus 4, i estan dedicats a un noble venecià, Vettor Delfino, mecenes del compositor, pertanyent a una de les famílies més antigues de la noblesa veneciana; Delfino havia sigut alumne de Vivaldi. Així es llegeix en el text del document original:
| « | Concerti consacrati a Sua Eccellenza il Signor Vettor Delfino, nobile veneto, da Don Antonio Vivaldi, Musico di Violino, e Maestro de Concerti del Pio Ospitale della Pietà di Venetia. | » |

Els concerts van ser escrits per a un sol violí, corda i amb baix continu. No obstant això, en alguns dels moviments intervé un instrument addicional com un segon violí i/o violoncel. Tal vegada el més extraordinari sobre els concerts de "La stravaganza" és la notable inventiva d'Antonio Vivaldi, dins d'un marc definit de forces instrumentals i harmòniques, creant un balanç que podria definir-se com a perfecte, entre la tècnica i la inventiva musical.
Cadascun dels dotze concerts de La stravaganza dura al voltant de deu minuts.

## Llista de concerts
La stravaganza es divideix en dotze concerts, els moviments dels quals amb els següents:
- La stravaganza, op.4, el Concert núm. 1 en si bemoll major, RV 383a:

1. Allegro
2. Largo i Cantabile
3. Allegro

- La stravaganza, op.4, Concert No. 2 en mi menor, RV 279:

1. Allegro
2. Largo
3. Allegro

- La stravaganza, op.4, el Concert núm. 3 en sol major, RV 301:

1. Allegro
2. Largo
3. Allegro Assai

- La stravaganza, op.4, Concert núm. 4 en la menor RV, 357:

1. Allegro
2. Grave e sempre piano,
3. Allegro

- La stravaganza, op.4, Concert núm. 5 en la major RV, 347:

1. Allegro
2. Largo
3. Allegro (moderato)

- La stravaganza, op.4, Concert núm. 6 en sol menor, RV 316a:

1. Allegro
2. Largo
3. Allegro

- La stravaganza, op.4, Concert núm. 7 en do major, RV 185:

1. Largo
2. Allegro (molto)
3. Largo
4. Allegro

- La stravaganza, op.4, Concert núm. 8 en re menor, RV 249:

1. Allegro
2. Adagio - presto – Adagio
3. Allegro

- La stravaganza, op.4, Concert núm. 9 en fa major, RV 284:

1. Allegro
2. Largo
3. Allegro

- La stravaganza, op.4, el Concert núm. 10 en do menor, RV 196:

1. Spirituoso
2. Adagio
3. Allegro

- La stravaganza, op.4, el Concert núm. 11 en re major, RV 204:

1. Allegro
2. Largo
3. Allegro assai

- La stravaganza, op.4, el Concert núm. 12 en sol major, RV 298:

1. Spirituoso e non presto
2. Largo
3. Allegro

## Enregistraments
Vivaldi: 'La stravaganza' (12 Violin Concerts, op. 4), Zino Vinnikov (Violin & Music Director), Soloists' Ensemble of the St. Petersburg Philharmonic Orchestra, setembre 2014.